# Eremaeozetes roguini
Eremaeozetes roguini är en kvalsterart som beskrevs av Sandór Mahunka 1998. Eremaeozetes roguini ingår i släktet Eremaeozetes och familjen Eremaeozetidae. Inga underarter finns listade i Catalogue of Life.